# Enseignement professionnel

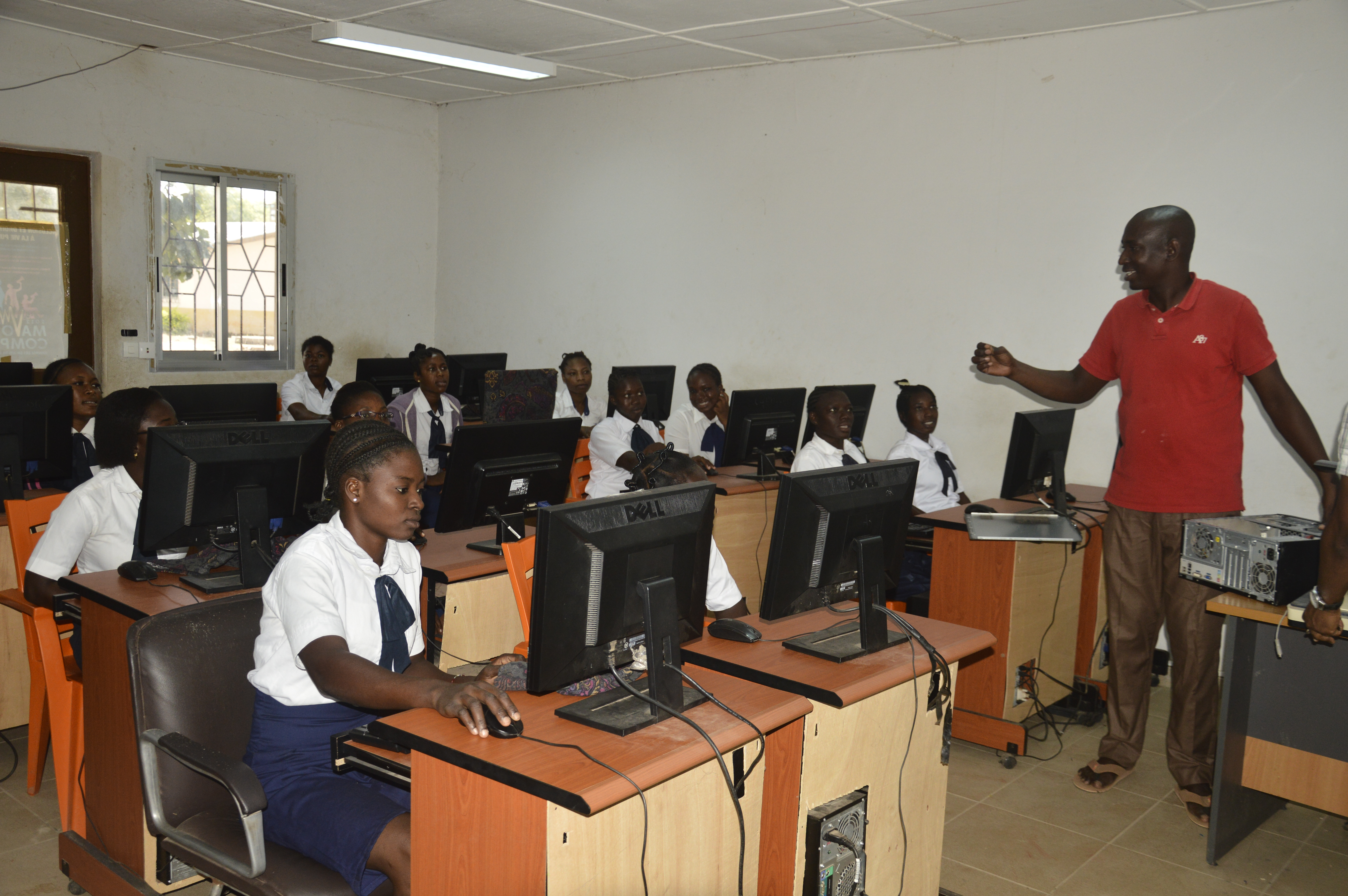
Enseignant d’informatique en situation de démonstration des composants de l’unité centrale d’un ordinateur au lycée professionnel de Ferké (Nord de la Côte d'Ivoire).

Ne doit pas être confondu avec Formation professionnelle.
L'enseignement professionnel est un enseignement technique secondaire ou supérieur, en formation initiale et/ou par alternance, en relation avec le monde du travail, qui permet d'acquérir des connaissances et des compétences dans un domaine professionnel, alors que l’enseignement général est plus théorique et centré sur la culture générale, les sciences et les humanités. 

## Enseignement secondaire
L'enseignement secondaire technique, comme l'enseignement secondaire professionnel, est un enseignement secondaire qui permet d'acquérir des connaissances et des compétences dans un domaine professionnel, alors que l’enseignement général est plus transversal et conceptuel.

### En Belgique

#### Enseignement technique de transition
Cet enseignement issu de celui de général de transition, vise à rendre des élèves performants pour les amener vers les études supérieures (universités, etc.)
Plusieurs options dépassent le niveau instauré par l'enseignement général : sciences appliquées, technicien chimiste, etc.

#### Enseignement technique de qualification
Cet enseignement regroupe plusieurs branches portant les élèves soit vers un métier qualifié, soit vers les études supérieures (Hautes écoles, universités). Plusieurs options dépassent le niveau instauré par l'enseignement général : techniques chimiques, gestion, accueil tourisme, etc.
L'enseignement technique de qualification porte les étudiants vers les études supérieures et donne une préparation adéquate et nécessaire à la réalisation de celles-ci.

### En France
En France, l'enseignement secondaire technologique ou professionnel correspond à la voie technologique de l'enseignement secondaire qui s'effectue dans des lycées d'enseignement général et technologique et permet de préparer l'un des baccalauréats technologiques. Il a aussi lieu dans des lycées professionnels et des lycées techniques. Il peut mener à un certificat d'aptitude professionnelle (CAP), à un brevet d'études professionnelles (BEP), ou au baccalauréat professionnel (Bac. pro.).
Le Conseil national d’évaluation du système scolaire (Cnesco) souligne qu'en France « les probabilités d’intégrer les filières de l’enseignement professionnel plutôt que [celles de] l’enseignement général restent très dépendantes de l’origine sociale et du niveau de formation des parents ». Ainsi, l'enseignement professionnel des lycées n’attire « qu’à peine plus d’un enfant de cadres et d’enseignants sur dix, soit 3,4 fois moins que ceux des employés, cinq fois moins que ceux des ouvriers qualifiés et 5,5 fois moins que ceux issus de familles d’ouvriers non qualifiés et d’inactifs ».

### En Suisse
En Suisse, on parle de formation professionnelle initiale. Il permet l'obtention d'un certificat fédéral de capacité (CFC). En Suisse, deux tiers des jeunes en fin de scolarité obligatoire (vers 15 ans) optent pour cette voie.
La formation professionnelle initiale se déroule soit en école professionnelle (à temps plein) soit en mode dual (en alternance entre école professionnelle et entreprise). La formation dure trois ou quatre ans, selon le métier choisi, et peut être complétée par une maturité professionnelle qui peut être obtenue à l'issue même de l'apprentissage (maturité intra-CFC) ou en complétant son apprentissage par une année de cours supplémentaires (maturité post-CFC). La force d'attraction de ce modèle au niveau international réside dans sa capacité à favoriser l'insertion professionnelle des jeunes sur le marché du travail, faisant ainsi figure de remède au chômage.
Les diplômés du CFC peuvent poursuivre leur formation dans une école supérieure, tandis que les détenteurs d'une maturité professionnelle peuvent accéder à une haute école spécialisée ou à une passerelle pour aller à l'université (dite Dubs).

## Enseignement supérieur
En France, l'enseignement professionnel supérieur permet notamment d’obtenir un brevet de technicien supérieur (BTS).
En Suisse il s'agit des écoles supérieures, du diplôme fédéral et du brevet fédéral.